# Sư đoàn Bộ binh 7 Hàn Quốc
Sư đoàn Bộ binh 7 là một sư đoàn của quân đội Hàn Quốc, được thành lập vào ngày 6 tháng 10 năm 1949, hiện đang đồn trú xung quanh huyện Hwacheon, tỉnh Gangwon.
Sau thất bại nặng nề ở Daejeon, Sư đoàn 7 chỉ còn vài trăm người sống sót nhưng vẫn tiếp tục tham chiến trong trận Vành đai Pusan.
Sau khi có sự can thiệp của quân đội Trung Quốc thì các cuộc tấn công trong tháng 11 năm 1950 vào Bắc Triều Tiên của Sư đoàn Bộ binh 2 Hoa Kỳ, Lữ đoàn Thổ Nhĩ Kỳ cùng các Sư đoàn bộ binh 8, 6, 7 Hàn Quốc đều chịu những thiệt hại nặng và buộc phải rút lui.